# GNU cflow
GNU cflowはGNUプロジェクトの一部であるフローグラフジェネレータである。複数のC言語ソースファイルを読み取り、外部参照のCフローグラフを生成する。ソースのみを使用するため、プログラムを実行する必要はない。

## 歴史
当初はUNIXユーティリティcflowの実装であった。

## cflow (UNIXユーティリティ)
cflowはC言語のフローグラフを生成するUnixコマンドである。  
GNU以外にも、Tru64 Unix用のものなど、cflowの実装は他にも存在する。